# 新星界スターロード
新星界スターロード（しんせいかいスターロード）は、宇宙の悪漢と戦うヒーローを扱うスペースオペラTRPG。山北篤／F.E.A.R.著。ゲーム・フィールド社より1998年刊。
サブタイトルにスペオペヒーローズ 2ndシリーズ とある通り、同じく山北篤の制作したスペースオペラTRPGスペオペヒーローズの続編と位置付けられている。実際、ルールの基本的な部分では共通点が多々見られる。しかしながら、本作品には様々な新機軸が盛り込まれているので、全く別のルールになったと言える。さらに、背景設定については、前作の世界で文明崩壊の危機が起こった後に長い期間をかけて再興したということになっており、普通のスペースオペラの世界から大きく様代わりした科学と風水の共存する中華風の要素を持った世界になっている。

## システム面の特色
難易度と同枚数のトランプを引くことで実際に必要な目標値をランダムに決定し、能力に応じた数のダイスで解決すると言う一風変わった判定法を採用。
この他、GMの積んだ7枚のトランプを上から好きな難易度（枚数）だけ挑戦し消化していく「ロングアクション」ルールや、スペオペヒーローズのヒーローポイント・ネガティブヒーローポイントの流れを汲む命力（ミンリー）・壊力（カイリー）ルールなどがある。
PCの作成は様々な特技（特殊能力）の組み合わせであり、これによって人並み外れたヒーローを再現している。プレイを始めやすくするために、キャラクタ・テンプレート（作成済みPC）が用意されているが、ゼロから自作することも出来る。
一方、ダークサイド（ボス的な悪役NPC）の作成も特技の組み合わせでその能力を表現するが、それらは同時にシナリオ上のイベントを選択するものとなっている。これは、前述の壊力ルールとの組み合わせで、シナリオの流れをコントロールしてドラマチックな展開を保証することを目指したものである。

## 商品展開
ゲーマーズ・フィールドが本作の前に発売したエルジェネシスで採用されたランダムテンプレート を導入。これは、購入したルールブック毎に異なるキャラクタ・テンプレートがランダムに封入されている、というもので、全種揃えるためには購入者間でのやり取りが必要だった。但し、基本的なPCのテンプレートは必ず付属しており、どれを買ってもプレイ上の支障は無かった。
TCGから着想を得たと思われるこの手法は、エルジェネシスでは上手く購買意欲を後押ししたが、本作では余り効果が無かったようである。